# 아우란
아우란(영어: Auran)은 마블 코믹스의 등장인물로, 인휴먼스 종족의 일원이다. 노란 피부에 큰 귀를 가졌으며, 이 귀로 천리 밖의 소리를 듣고 지구상의 모든 언어를 해독 가능하다. 2014년 12월 《인휴먼》 7호에 처음 등장했고, 찰스 솔과 페페 라라스, 라이언 스테그먼이 공동 창작하였다.

## 담당 배우

### TV 드라마
- 인휴먼스(2017) - 소니아 밸모어스